# محمد أباد (دودانغة)
محمد أباد (بالفارسية: محمدآباد) هي منطقة سكنية تقع في إيران في قسم دودانغة الریفي. يقدر عدد سكانها بـ 87 نسمة بحسب إحصاء 2016.